# Mahamat Saleh Annadif

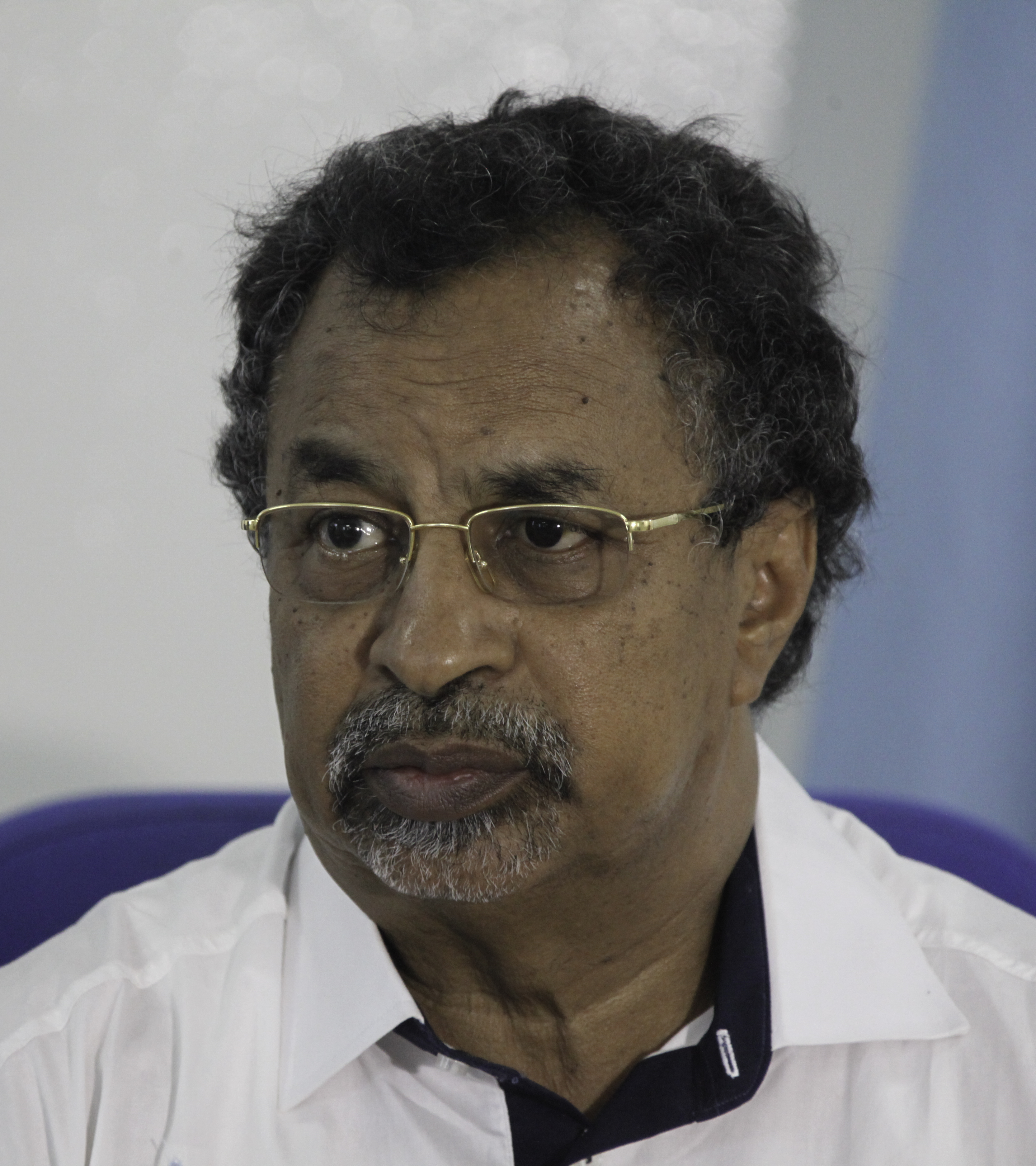
Mahamat Saleh Annadif

Mahamat Khatir Saleh Annadif (* 25. Dezember 1956 in Arada, Biltine, Tschad) ist ein Diplomat und Politiker aus dem Tschad, der unter anderem zwischen 1997 und 2003 Außenminister war. Er war zudem von 2015 bis 2021 Leiter der Multidimensionalen Integrierten Stabilisierungsmission der Vereinten Nationen in Mali MINUSMA (United Nations Multidimensional Integrated Stabilization Mission in Mali) und ist seit 2021 Leiter des Büros der Vereinten Nationen für Westafrika und die Sahelzone UNOWAS (engl.: United Nations Office for West Africa and the Sahel).

## Leben
Mahamat Khatir Saleh Annadif absolvierte ein Studium im Fach Telekommunikation an der Polytechnic School of Madagascar und schloss dieses als Ingenieur ab. Am 21. Mai 1997 wurde er Nachfolger als Saleh Kebzabo zum Außenminister in das Kabinett von Premierminister Nassour Guelendouksia Ouaido berufen und bekleidete dieses Amt auch in den Kabinetten der Premierminister Nagoum Yamassoum (13. Dezember 1999 bis 12. Juni 2002) sowie Haroun Kabadi (12. Juni 2002 bis 24. Juni 2003). Er war ferner zwischen 2004 und 2006 Stabschef von Staatspräsident Idriss Déby. 2006 wurde er Ständiger Vertreter der Kommission der Afrikanischen Union bei der Europäischen Union und behielt dieses Amt bis 2010.
Nach seiner Rückkehr war Annadif unter Staatspräsident Déby zwischen 2010 und 2012 Generalsekretär des Präsidialamtes. Am 1. November 2012 löste er Boubacar Gaoussou Diarra als Leiter der Mission der Afrikanischen Union in Somalia AMISOM (African Union Mission in Somalia) und bekleidete diese Funktion bis zu seinem Rücktritt am 2. Juli 2014. Daraufhin übernahm Lydia Wanyoto Mutende diese Funktion kommissarisch, ehe Maman Sambo Sidikou am 1. Oktober 2014 neuer Leiter der AMISOM wurde. Im Dezember 2015 wurde er wiederum Leiter der Multidimensionalen Integrierten Stabilisierungsmission der Vereinten Nationen in Mali MINUSMA (United Nations Multidimensional Integrated Stabilization Mission in Mali). Er brachte umfangreiche nationale und internationale Erfahrungen in die Position ein, die er bei mehreren Friedensprozessen in Afrika erworben hatte, darunter in Niger, der Zentralafrikanischen Republik und im Sudan. Am 15. März 2021 wurde El-Ghassim Wane sein dortiger Nachfolger.
Am 26. März 2021 wurde Mahamat Salah Annadif vom Generalsekretär der Vereinten Nationen António Guterres zum Leiter des Büros der Vereinten Nationen für Westafrika und die Sahelzone UNOWAS (United Nations Office for West Africa and the Sahel) ernannt. Dort trat er die Nachfolge von Mohamed Ibn Chambas an.